# I liga 1949-1950 (pallacanestro maschile)
La I liga 1949-1950 è stata la 16ª edizione del massimo campionato polacco di pallacanestro maschile. La vittoria finale è stata ad appannaggio dello Spójnia Łódź.

## Risultati

### Stagione regolare
|     | Squadra             | G  | V  | P  | PF   | PS   | Pt. | Qualificazione        |
| --- | ------------------- | -- | -- | -- | ---- | ---- | --- | --------------------- |
| 1.  | Społem Łódź         | 22 | 17 | 5  | 1228 | 968  | 39  |                       |
| 2.  | Lech Poznań         | 22 | 17 | 5  | 1054 | 837  | 39  |                       |
| 3.  | Spójnia Danzica     | 22 | 17 | 5  | 955  | 775  | 39  |                       |
| 4.  | AZS Varsavia        | 22 | 16 | 6  | 1060 | 802  | 38  |                       |
| 5.  | Gwardia Cracovia    | 22 | 13 | 9  | 910  | 810  | 35  |                       |
| 6.  | ŁKS Łódź            | 22 | 10 | 12 | 1042 | 970  | 32  |                       |
| 7.  | Cracovia Cracovia   | 22 | 10 | 12 | 901  | 882  | 32  |                       |
| 8.  | Warta Poznań        | 22 | 9  | 13 | 874  | 959  | 31  |                       |
| 9.  | Ostrovia Ostrów     | 22 | 9  | 13 | 671  | 812  | 31  | retrocesse in II liga |
| 10. | Kolejarz Toruń      | 22 | 8  | 14 | 974  | 1024 | 30  | retrocesse in II liga |
| 11. | AZS Cracovia        | 22 | 4  | 18 | 696  | 1109 | 26  | retrocesse in II liga |
| 12. | Stal Świętochłowice | 22 | 2  | 20 | 788  | 1174 | 24  | retrocesse in II liga |

| I liga 1949-1950       |
| ---------------------- |
| Spójnia Łódź 1º titolo |

## Formazione vincitrice
| N° | Naz.               | Ruolo | Sportivo            |  | Alt. |  |
| -- | ------------------ | ----- | ------------------- |  | ---- |  |
|    | Polonia (bandiera) |       | Jerzy Dowgird       |  |      |  |
|    | Polonia (bandiera) |       | H. Jaskółowski      |  |      |  |
|    | Polonia (bandiera) |       | Kopczyński          |  |      |  |
|    | Polonia (bandiera) |       | Zdzisław Michalak   |  |      |  |
|    | Polonia (bandiera) |       | Janusz Mokwiński    |  |      |  |
|    | Polonia (bandiera) |       | Mieczysław Pawlak   |  |      |  |
|    | Polonia (bandiera) |       | Stefan Płacheciński |  |      |  |
|    | Polonia (bandiera) |       | Zb Płaszewski       |  |      |  |
|    | Polonia (bandiera) | A     | Bohdan Przywarski   |  | 183  |  |
|    | Polonia (bandiera) |       | E Sińczak           |  |      |  |
|    | Polonia (bandiera) |       | Bolesław Skrodzki   |  |      |  |
|    | Polonia (bandiera) |       | Wiesław Szor        |  |      |  |
|    | Polonia (bandiera) | All.  | Jerzy Dowgird       |  |      |  |